# Allmänna bestämmelser
Allmänna bestämmelser kallas i Sverige olika standardavtal inom branschorganisationer, där det mest kända finns inom byggsektorn, Allmänna bestämmelser för byggnads-, anläggnings- och installationsentreprenader. Dessa allmänna bestämmelser är framtagna gemensamt av beställar- och utförarsidan.
Bestämmelserna benämns med förkortningen följt av årtalet för utgivningen, till exempel AB 92 och AB 04 för utförandentreprenader, ABT 94 och ABT 06 för totalentreprenader samt ABK 96 och ABK 09 för konsultuppdrag. Genom att olika projekt har olika byggstart och ibland långa byggtider, förekommer vid samma tidpunkt avtal för pågående projekt som bygger på avtalsbestämmelser från olika år. Det finns alltid en övergångstid innan en ny avtalsgeneration når allmän tillämpning. Det finns heller inget som hindrar att äldre bestämmelser används i ett nytecknat avtal. Bestämmelserna blir gällande först då de åberopas i ett avtal mellan parterna.
Bestämmelserna, som har tagits fram av representanter från både beställar- och entreprenörssidan, är en kompromiss som är avsedd att fördela riskerna lika mellan parterna.
AB, ABT och ABK ges ut av Byggandets Kontraktskommitté.

## Exempel
- AB - Allmänna bestämmelser för byggnads-, anläggnings- och installationsentreprenader.
- ABT - Allmänna bestämmelser för totalentreprenader avseende byggnads-, anläggnings- och installationsarbeten.
- ABK - Allmänna bestämmelser för konsultuppdrag.
- ABS - Allmänna bestämmelser för småhusentreprenader, där enskild konsument är beställare.
- AB-U - Allmänna Bestämmelser för underentreprenader i utförandeentreprenader.
- ABT-U - Allmänna Bestämmelser för underentreprenader på totalentreprenad.
- ABM - Allmänna bestämmelser för köp av varor till yrkesmässig byggverksamhet.